# Světový pohár ve skocích na lyžích 2011/2012
Světový pohár ve skocích na lyžích 2011/12 je seriál závodů nejvyšší úrovně ve skocích na lyžích. Úvodní závod se konal 27. listopadu 2011 ve finském Kuusamu, posledním závodem seriálu by měl být závod ve slovinské Planici 18. března 2012. V této sezóně je světový pohár poprvé pořádán i pro kategorii žen.

## Výsledky

### Muži

#### Individuální závody
| Datum konání                        | Místo konání                       | Můstek                             | Vítěz                 | Druhé místo                  | Třetí místo           | Česká účast | Detaily |
| ----------------------------------- | ---------------------------------- | ---------------------------------- | --------------------- | ---------------------------- | --------------------- | --- | ------- |
| 27. 11. 2011                        | Kuusamo, Finsko                    | HS142                              | Andreas Kofler        | Gregor Schlierenzauer        | Thomas Morgenstern    | 5. Roman Koudelka 20. Jakub Janda 31. Lukáš Hlava 41. Jan Matura                                                      |         |
| 3. 12. 2011                         | Lillehammer, Norsko                | HS100                              | Andreas Kofler        | Richard Freitag              | Kamil Stoch           | 4. Roman Koudelka 5. Lukáš Hlava 27. Jakub Janda 49. Vojtěch Štursa                                                   |         |
| 4. 12. 2011                         | Lillehammer, Norsko                | HS138                              | Andreas Kofler        | Severin Freund Anders Bardal |                       | 12. Roman Koudelka 20. Jakub Janda 21. Lukáš Hlava 41. Jan Matura                                                     |         |
| 9. 12. 2011                         | Harrachov, Česko                   | HS142                              | Gregor Schlierenzauer | Daiki Ito                    | Anders Bardal         | 8. Lukáš Hlava 28. Martin Cikl 36. Borek Sedlák 38. Jakub Janda 40. Antonín Hájek 42. Jan Matura                      |         |
| 11. 12. 2011                        | Harrachov, Česko                   | HS142                              | Richard Freitag       | Thomas Morgenstern           | Severin Freund        | 13. Lukáš Hlava 20. Jan Matura 24. Jakub Janda 34. Antonín Hájek 46. Borek Sedlák 47. Martin Cikl 50. Čestmír Kožíšek |         |
| 17. 12. 2011                        | Engelberg, Švýcarsko               | HS137                              | Anders Bardal         | Martin Koch                  | Thomas Morgenstern    | 7. Roman Koudelka 15. Lukáš Hlava 20. Jan Matura 28. Jakub Janda                                                      |         |
| 18. 12. 2011                        | Engelberg, Švýcarsko               | HS137                              | Andreas Kofler        | Kamil Stoch                  | Anders Bardal         | 10. Roman Koudelka 23. Jakub Janda 24. Jan Matura 27. Lukáš Hlava 46. Borek Sedlák                                    |         |
| Turné čtyř můstků (30. 12. - 6. 1.) |                                    |                                    |                       |                              |                       | |         |
| 30. 12. 2011                        | Oberstdorf, Německo                | HS137                              | Gregor Schlierenzauer | Andreas Kofler               | Thomas Morgenstern    | 7. Roman Koudelka 15. Lukáš Hlava 16. Jakub Janda                                                                     |         |
| 1. 1. 2012                          | Garmisch-Partenkirchen, Německo    | HS140                              | Gregor Schlierenzauer | Andreas Kofler               | Daiki Ito             | 8. Roman Koudelka 13. Lukáš Hlava 16. Jakub Janda 35. Jan Matura                                                      |         |
| 4. 1. 2012                          | Innsbruck, Rakousko                | HS130                              | Andreas Kofler        | Gregor Schlierenzauer        | Taku Takeuči          | 5. Roman Koudelka 10. Lukáš Hlava 14. Jakub Janda 37. Jan Matura                                                      |         |
| 6. 1. 2012                          | Bischofshofen, Rakousko            | HS140                              | Thomas Morgenstern    | Anders Bardal                | Gregor Schlierenzauer | 6. Roman Koudelka 22. Jakub Janda 40. Lukáš Hlava 62. Jan Matura                                                      |         |
| Turné čtyř můstků - celkové pořadí  | Turné čtyř můstků - celkové pořadí | Turné čtyř můstků - celkové pořadí | Gregor Schlierenzauer | Thomas Morgenstern           | Andreas Kofler        | 5. Roman Koudelka 12. Jakub Janda 13. Lukáš Hlava 47. Jan Matura                                                      |         |
| Konec Turné čtyř můstků             |                                    |                                    |                       |                              |                       | |         |
| 14. 1. 2012                         | Tauplitz, Rakousko                 | HS200                              | neznámá vlajka        | neznámá vlajka               | neznámá vlajka        | |         |
| 15. 1. 2012                         | Tauplitz, Rakousko                 | HS200                              | neznámá vlajka        | neznámá vlajka               | neznámá vlajka        | |         |
| 20. 1. 2012                         | Zakopane, Polsko                   | HS134                              | neznámá vlajka        | neznámá vlajka               | neznámá vlajka        | |         |
| 21. 1. 2012                         | Zakopane, Polsko                   | HS134                              | neznámá vlajka        | neznámá vlajka               | neznámá vlajka        | |         |
| 28. 1. 2012                         | Sapporo, Japonsko                  | HS134                              | neznámá vlajka        | neznámá vlajka               | neznámá vlajka        | |         |
| 29. 1. 2012                         | Sapporo, Japonsko                  | HS134                              | neznámá vlajka        | neznámá vlajka               | neznámá vlajka        | |         |
| 4. 2. 2012                          | Val di Fiemme, Itálie              | HS134                              | neznámá vlajka        | neznámá vlajka               | neznámá vlajka        | |         |
| 5. 2. 2012                          | Val di Fiemme, Itálie              | HS134                              | neznámá vlajka        | neznámá vlajka               | neznámá vlajka        | |         |
| 12. 2. 2012                         | Willingen, Německo                 | HS145                              | neznámá vlajka        | neznámá vlajka               | neznámá vlajka        | |         |
| 15. 2. 2012                         | Klingenthal, Německo               | HS140                              | neznámá vlajka        | neznámá vlajka               | neznámá vlajka        | |         |
| 18. 2. 2012                         | Oberstdorf, Německo                | HS213                              | neznámá vlajka        | neznámá vlajka               | neznámá vlajka        | |         |
| 4. 3. 2012                          | Lahti, Finsko                      | HS130                              | neznámá vlajka        | neznámá vlajka               | neznámá vlajka        | |         |
| 8. 3. 2012                          | Trondheim, Norsko                  | HS131                              | neznámá vlajka        | neznámá vlajka               | neznámá vlajka        | |         |
| 11. 3. 2012                         | Oslo, Norsko                       | HS134                              | neznámá vlajka        | neznámá vlajka               | neznámá vlajka        | |         |
| 16. 3. 2012                         | Planica, Slovinsko                 | HS215                              | neznámá vlajka        | neznámá vlajka               | neznámá vlajka        | |         |
| 18. 3. 2012                         | Planica, Slovinsko                 | HS215                              | neznámá vlajka        | neznámá vlajka               | neznámá vlajka        | |         |

#### Závody družstev
| Datum konání | Místo konání        | Můstek | Vítěz                                                                            | Druhé místo                                                                   | Třetí místo                                                                        | Česká účast                                                | Detaily |
| ------------ | ------------------- | ------ | -------------------------------------------------------------------------------- | ----------------------------------------------------------------------------- | ---------------------------------------------------------------------------------- | ---------------------------------------------------------- | ------- |
| 27. 11. 2011 | Kuusamo, Finsko     | HS142  | Rakousko Wolfgang Loitzl Andreas Kofler Gregor Schlierenzauer Thomas Morgenstern | Japonsko Junširo Kobajaši Šohei Točimoto Taku Takeuči Daiki Ito               | Rusko Dimitrij Vasiljev Anton Kaliničenko Roman Sergejevič Trofimov Denis Kornilov | 6. místo Jakub Janda Jan Matura Lukáš Hlava Roman Koudelka |         |
| 10. 12. 2011 | Harrachov, Česko    | HS142  | Norsko Tom Hilde Bjørn Einar Romøren Vegard Sklett Anders Bardal                 | Rakousko Thomas Morgenstern David Zauner Andreas Kofler Gregor Schlierenzauer | Slovinsko Jernej Damjan Jure Šinkovec Peter Prevc Robert Kranjec                   | 6. místo Jakub Janda Martin Cikl Jan Matura Lukáš Hlava    |         |
| 11. 2. 2012  | Willingen, Německo  | HS145  | neznámá vlajka                                                                   | neznámá vlajka                                                                | neznámá vlajka                                                                     |                                                            |         |
| 19. 2. 2012  | Oberstdorf, Německo | HS213  | neznámá vlajka                                                                   | neznámá vlajka                                                                | neznámá vlajka                                                                     |                                                            |         |
| 3. 3. 2012   | Lahti, Finsko       | HS130  | neznámá vlajka                                                                   | neznámá vlajka                                                                | neznámá vlajka                                                                     |                                                            |         |
| 17. 3. 2012  | Planica, Slovinsko  | HS215  | neznámá vlajka                                                                   | neznámá vlajka                                                                | neznámá vlajka                                                                     |                                                            |         |

### Ženy

#### Individuální závody
| Datum konání | Místo konání          | Můstek | Vítěz                 | Druhé místo      | Třetí místo       | Česká účast                           | Detaily |
| ------------ | --------------------- | ------ | --------------------- | ---------------- | ----------------- | ------------------------------------- | ------- |
| 3. 12. 2011  | Lillehammer, Norsko   | HS100  | Sarah Hendricksonová  | Coline Mattelová | Melanie Faißtová  | 29. Vladěna Pustková 37. Lucie Míková |         |
| 7. 1. 2012   | Hinterzarten, Německo | HS108  | Sabrina Windmüllerová | Lindsey Vanová   | Lisa Demetzová    |                                       |         |
| 8. 1. 2012   | Hinterzarten, Německo | HS108  | Sarah Hendricksonová  | Sara Takanašiová | Jessica Jeromeová |                                       |         |
| 14. 1. 2012  | Val di Fiemme, Itálie | HS106  | neznámá vlajka        | neznámá vlajka   | neznámá vlajka    |                                       |         |
| 15. 1. 2012  | Val di Fiemme, Itálie | HS106  | neznámá vlajka        | neznámá vlajka   | neznámá vlajka    |                                       |         |
| 28. 1. 2012  | Szczyrk, Polsko       | HS106  | neznámá vlajka        | neznámá vlajka   | neznámá vlajka    |                                       |         |
| 29. 1. 2012  | Szczyrk, Polsko       | HS106  | neznámá vlajka        | neznámá vlajka   | neznámá vlajka    |                                       |         |
| 4. 2. 2012   | Hinzenbach, Rakousko  | HS94   | neznámá vlajka        | neznámá vlajka   | neznámá vlajka    |                                       |         |
| 5. 2. 2012   | Hinzenbach, Rakousko  | HS94   | neznámá vlajka        | neznámá vlajka   | neznámá vlajka    |                                       |         |
| 11. 2. 2012  | Ljubno, Slovinsko     | HS95   | neznámá vlajka        | neznámá vlajka   | neznámá vlajka    |                                       |         |
| 12. 2. 2012  | Ljubno, Slovinsko     | HS95   | neznámá vlajka        | neznámá vlajka   | neznámá vlajka    |                                       |         |
| 3. 3. 2012   | Zaō, Japonsko         | HS100  | neznámá vlajka        | neznámá vlajka   | neznámá vlajka    |                                       |         |
| 4. 3. 2012   | Zaō, Japonsko         | HS100  | neznámá vlajka        | neznámá vlajka   | neznámá vlajka    |                                       |         |
| 9. 3. 2012   | Oslo, Norsko          | HS106  | neznámá vlajka        | neznámá vlajka   | neznámá vlajka    |                                       |         |

## Průběžné pořadí

### Muži
| Pořadí |                       | Body |
| ------ | --------------------- | ---- |
| 1.     | Andreas Kofler        | 772  |
| 2.     | Gregor Schlierenzauer | 716  |
| 3.     | Anders Bardal         | 589  |
| 4.     | Thomas Morgenstern    | 576  |
| 5.     | Richard Freitag       | 428  |
| 8.     | Roman Koudelka        | 332  |
| 13.    | Lukáš Hlava           | 189  |
| 24.    | Jakub Janda           | 101  |
| 42.    | Jan Matura            | 29   |
| 58.    | Martin Cikl           | 3    |

Kompletní pořadí na stránkách FIS.[nedostupný zdroj]

### Ženy
| Pořadí |                      | Body |
| ------ | -------------------- | ---- |
| 1.     | Sarah Hendricksonová | 229  |
| 2.     | Coline Mattelová     | 140  |
| 3.     | Sara Takanašiová     | 139  |
| 4.     | Lindsey Vanová       | 116  |
| 5.     | Daniela Iraschková   | 113  |
| 42.    | Vladěna Pustková     | 2    |

Kompletní pořadí na stránkách FIS.[nedostupný zdroj]